# Хоакин Морено
Хоакин Алехандро Морено Муњоз (шп. Joaquin Alejandro Moreno Muñoz; Санта Роса де Тоај, 1. децембар 1997) аргентински је пливач чија специјалност су маратонске трке на отвореним водама. Такмичи се и у тркама на 800 и 1.500 метара слободним стилом у базенима. 

## Спортска каријера
Морено је међународну пливачку каријери започео такмичећи се у пливачким маратонима на митинзима светског купа. Прво велико такмичење на коме је наступио је било светско првенство у Будимпешти 2017, где је наступио у трци на 10 километара, коју је окончао на 27. месту. 
Две године касније, на светском првенству у корејском Квангџуу 2019, поред трке на 10 километара на отвореним водама (заузео 41. место), по први пут се такмичио и у базену у тркама на 800 слободно (33. место) и 1.500 слободно (31. место).